# Asilus
Genre
Asilus est un genre d'insectes diptères prédateurs de la famille des asilidés (ou mouches à toison).

## Liste d'espèces
Selon Fauna Europaea : 
- Asilus barbarus
- Asilus crabroniformis

Selon ITIS (29 sept. 2019) :
- Asilus amphinome Walker, 1849
- Asilus sericeus Say, 1823
- Asilus willistoni Hine, 1909